# ماد ایبرن
ماد ایبرن (انگلیسی: Maude Eburne؛ ‏ ۱۰ نوامبر ۱۸۷۵ – ۱۵ اکتبر ۱۹۶۰) بازیگر اهل کانادا بود.
از فیلم‌ها یا برنامه‌های تلویزیونی که وی در آن نقش داشته‌است، می‌توان به شوهر جنگاور، کلرادو، در میان زندگان، بودن یا نبودن، پرندگان عشق، بی‌وفا، پالی هنرمند سیرک، گاردزمن، راگلزهای رد گپ، دیوانه بلوند و زمزمه‌های خفاش اشاره کرد.